# 今夜感覺我的愛
《今夜感覺我的愛》（英語：Can You Feel the Love Tonight）為1994年迪士尼動畫《獅子王》的插入歌及片尾曲。

## 概要
作品由蒂姆·賴斯作詞、英國樂手艾爾頓·強作曲。此曲在《獅子王》上映後獲得好評，艾爾頓·強也以因此作榮獲1995年葛萊美獎的最佳流行男歌手。
在2003年發行的《獅子王》原聲帶特別版中，也對此曲做了重新的混音編輯。

## 動畫裡的安排
原先在《獅子王》動畫裡是打算全由劇中兩名諧角彭彭及丁滿來演唱，但當艾爾頓·強得知後反對這種充斥喜劇效果的安排，並表示《今夜感覺我的愛》是能承襲先前迪士尼動畫中經典情歌精神的作品；以及希望能將歌用在讓劇情中的獅子辛巴及拉娜彼此不靠交談、而用心情來感受對方如此表現的橋段裡。
之後動畫中完成的內容以艾爾頓·強的建議為主，讓彭彭及丁滿來僅負責歌曲的開頭及結尾，中間主要場景則為辛巴及拉娜彼此不說話、靠著互相嘻戲來慢慢感受對方的存在及配上由約瑟夫·威廉斯（Joseph Williams）與莎莉·朵斯基（Sally Dworsky）合唱的背景歌聲。

## 樂手列表
- 主唱、鋼琴：艾爾頓·約翰
- 弦樂、鼓：Chuck Sabo
- 結他：Davey Johnstone
- 低音結他：Phil Spalding
- 鍵琴：Guy Babylon
- 和音：理查德·艾斯利、蓋瑞·巴洛、羅伯特·英格蘭、Davey Johnstone、Phil Spalding、Kiki Dee、Gary 'Spike' Murphy

## 銷售成績

### 週內成績
| 排行榜 （1994年）       | 最高名次 |
| ----------------------- | -------- |
| 奧地利單曲排行          | 4        |
| 法國SNEP單曲排行        | 1        |
| 德國單曲排行            | 14       |
| 愛爾蘭單曲排行          | 9        |
| 瑞典單曲排行            | 2        |
| 英國單曲排行榜          | 14       |
| 美國告示牌百強單曲榜    | 4        |
| 美國告示牌TOP40主流音樂 | 3        |
| 美國告示牌熱門成人音樂  | 1        |
| 澳洲ARIA單曲排行        | 9        |
| 紐西蘭RIANZ單曲排行     | 7        |
| 排行榜 （1995年）       | 最高名次 |
| 荷蘭Mega Top 100        | 14       |
| 挪威單曲排行            | 4        |
| 瑞士單曲排行            | 10       |

### 年度成績
| 排行榜 （1994年）    | 名次 |
| -------------------- | ---- |
| 法國單曲排行         | 18   |
| 美國告示牌百強單曲榜 | 18   |
| 排行榜 （1995年）    | 名次 |
| 法國單曲排行         | 23   |

## 榮譽
- 1994年第67屆奧斯卡金像獎最佳原創歌曲。[22]
- 1994年金球獎最佳原創歌曲。

## 翻唱者
- 2000年：約翰·巴洛曼
- 2002年：七小龍，收錄於專輯《Disneymania》。
- 2004年：孔慶翔，收錄於專輯《Inspiration》。
- 2010年：托什·普羅葉斯基
- 2011年：布赖恩·威尔逊，收錄於專輯《In the Key of Disney》。
- 2012年：小賈姬，收錄於專輯《Songs From the Silver Screen》